# Xương Ninh
Xương Ninh (tiếng Trung phồn thể: 昌宁縣, giản thể: 昌宁县, Hán Việt: Xương Ninh huyện) là một huyện tại địa cấp thị, Bảo Sơn, tỉnh Vân Nam, Cộng hòa Nhân dân Trung Hoa. Huyện này có diện tích 3888 km2, dân số năm 2003 là 340.000 người. Huyện lỵ đóng tại trấn Điền Viên. 

## Các đơn vị hành chính
Địa cấp thị Thủy Phú có các 
- Trấn: Điền Viên (田园镇)、漭水镇、Đại Điền Bá (大田坝镇)、Kha Nhai (柯街镇)、Kê Phi (鸡飞镇)、Tạp Tư (卡斯镇)、Ôn Tuyền (温泉镇)、Ông Đổ (翁堵镇)、Mãnh Thống (勐统镇).
- Các hương: Canh Kiết (更戛乡)、Loan Điện Thái tộc (湾甸傣族乡)、Châu Nhai Di tộc (珠街彝族乡) và Hà Nhai Di tộc Miêu tộc (苟街彝族苗族乡).